# No Earthly Connection
No Earthly Connection è un album in studio da solista del tastierista britannico Rick Wakeman, pubblicato nel 1976.

## Tracce
Side 1
1. Music Reincarnate – 20:24
  - Part I: The Warning
  - Part II: The Maker
  - Part III: The Spaceman
  - Part IV: The Realisation

Side 2
1. Music Reincarnate (Continued) – 7:34
  - Part V: The Reaper
2. The Prisoner – 7:00
3. The Lost Cycle – 7:00